# Helminthosporiose
L'helminthosporiose est une maladie fongique 
causée par diverses espèces de champignons ascomycètes et qui affecte principalement les Graminées :

## Principales formes d'helminthosporioses
Selon EPPO Plant Protection Thesaurus (OEPP) :
- helminthosporiose de la fétuque, ou helminthosporiose du ray-grass, Pyrenophora lolii
- helminthosporiose de la fléole, Drechslera phlei
- helminthosporiose de l'avoine, Cochliobolus victoriae  (anamorphe : Bipolaris victoriae)
- helminthosporiose de l'avoine, Pyrenophora avenae
- helminthosporiose de l'œillette ou helminthosporiose du pavot, Pleospora papaveracea
- helminthosporiose de l'orge, Pyrenophora graminea
- helminthosporiose des céréales, Cochliobolus sativus  (anamorphe : Bipolaris sorokiniana)
- helminthosporiose des graminées fourragères, Pyrenophora dictyoides
- helminthosporiose des plantes grasses, Bipolaris cactivora
- helminthosporiose du jute, Corynespora corchorum
- helminthosporiose du maïs, Cochliobolus carbonum (anamorphe : Bipolaris zeicola)
- helminthosporiose du maïs, Setosphaeria turcica (anamorphe : Exserohilum turcicum)
- helminthosporiose du maïs, Cochliobolus heterostrophus (anamorphe : Bipolaris maydis)
- helminthosporiose du riz, Cochliobolus miyabeanus  (anamorphe : Bipolaris oryzae)
- helminthosporiose du seigle, Pyrenophora japonica